# Maspis
Els maspis (en llatí maspii, en grec antic Μάσπιοι) van ser una de les tres tribus més importants dels perses segons diu Heròdot. Les altres dues eren els marafis i els pasàrgades. Vivien en allò que avui en dia és el sud-oest de l'Iran.